# Tethocyathus prahli
Espèce
Statut CITES
Tethocyathus prahli est une espèce de coraux de la famille des Caryophylliidae.

## Étymologie
Son nom spécifique, prahli, lui a été donné en l'honneur de Henry von Prahl (de) (1949-1989) pour sa contribution à la connaissance des récifs coralliens de Colombie.

## Publication originale
(en) Patricia Lattig et Stephen D. Cairns, « A new species of Tethocyathus (Scleractinia: Caryophylliidae) », Proceedings of the Biological Society of Washington, vol. 113, nos 3-4,‎ 2000, p. 590-595 (lire en ligne, consulté le 4 mars 2019).